# Crimson Skies
Crimson Skies é uma franquia de mídia e um lugar fictício criado por Jordan Weisman e Dave McCoy. A propriedade intelectual da série é atualmente propriedade da Microsoft Game Studios (MGS), apesar da nova empresa de Weisman, Smith & Tinker Inc., ter anunciado que licenciou os direitos eletrônicos de entretenimento para a franquia.
A série é definida em uma história alternativa da década de 1930 inventada por Weisman e McCoy. Dentro desta divergente linha do tempo, os Estados Unidos entraram em colapso, e a viagem aérea transformou-se no meio de transporte mais popular da América do Norte; como resultado, piratas aéreos prosperam no mundo de Crimson Skies. Ao descrever o conceito de Crimson Skies, Jordan Weisman declarou que ele queria "pegar a ideia da pirataria caribenha do século XVI e traduzi-la em um contexto da década de 1930."
Crimson Skies foi primeiro concebido como um jogo de PC conhecido como "Corsairs!", mas foi lançado primeiramente como um jogo de tabuleiro da FASA Corporation. A franquia expandiu-se para incluir um jogo de miniaturas colecionáveis da Wizkids, assim como uma série de livros. A série também inclui dois jogos baseados em arcade publicados pela Microsoft Game Studios – Crimson Skies para PC e Crimson Skies: High Road to Revenge para Xbox, ambos os quais foram bem recebidos pelos críticos.
Crimson Skies é um exemplo do gênero Dieselpunk, embora antecedeu o nome do gênero.

## Jogos

### Jogo de tabuleiro FASA
O jogo de tabuleiro Crimson Skies foi lançado pela FASA em 1998. O jogo básico veio com cartolina, incluindo aviões de montagem, mas posteriormente aviões em miniatura de metal foram oferecidos separadamente.  Embora o foco estivesse na fantasia e não nos fatos, muitos dos aviões em Crimson Skies foram modelados a partir de aeronaves experimentais reais da época.
O universo complexo de Crimson Skies conquistou muitos fãs devotos, já que dezenas de diferentes armas, aviões, nações, forças aéreas, bandos de piratas e personagens receberam passados detalhados e várias campanhas suplementares adicionais foram publicadas.

### Versão PC
O jogo para PC Crimson Skies foi desenvolvido pela Zipper Interactive e lançado em 2000. O enredo do jogo gira em torno de um drama de rádio que narra as aventuras de Nathan Zachary e a gangue de piratas Fortune Hunters durante sua ascensão à fama e fortuna. A jogabilidade gira em torno do controle de uma das aeronaves jogáveis do jogo, que o jogador pode personalizar com diferentes peças para alterar o desempenho. A mecânica de voo do jogo foi projetada para ser um compromisso entre o voo realista e o arcade.
Um dos recursos de jogo exclusivos de Crimson Skies foi a inclusão de “zonas de perigo” – áreas desafiadoras através das quais o jogador pode voar para obter vários efeitos. O foco do jogo em barnstorming e física de voo relaxada levou a GameSpot a comentar que "Crimson Skies é muito baseado em uma 'realidade cinematográfica' onde se é divertido e parece bom, funciona". No entanto, o lançamento original do jogo foi afetado por vários problemas técnicos, principalmente a falta de confiabilidade dos arquivos do jogo salvos pelo jogador.  Embora um patch tenha sido lançado para solucionar esse problema, o jogo ainda mantém muitos problemas técnicos, como longos tempos de carregamento e telas de menu lentas.

### Crimson Skies: High Road to Revenge
Crimson Skies: High Road to Revenge é um jogo para Xbox desenvolvido pela FASA Studio e lançado em 2003. O jogo é centrado em Nathan Zachary e os Fortune Hunters, em sua cruzada para vingar a morte de um amigo próximo, Dr. da organização Die Spinne. Os desenvolvedores decidiram no início do ciclo de produção do jogo que o jogo não seria simplesmente uma versão do título para PC, e no final do ciclo de desenvolvimento, muitos dos elementos da história que ligavam o jogo ao jogo para PC foram extirpados. "Quando comecei a trabalhar no jogo, tínhamos um enredo complicado e pesado, que era sobrecarregado por suas obrigações percebidas com o passado [...] Cada mudança que eles queriam fazer teve que ser verificada três vezes com a história para certifique-se de que eles não o quebraram, e mesmo assim as coisas escapariam".
Embora o jogo seja semelhante ao jogo para PC no sentido de que a jogabilidade se concentra no controle de uma aeronave, um novo recurso é a capacidade do jogador trocar de aeronave ou posicionar armas fixas durante uma missão. A estrutura da missão do jogo também apresenta uma série de outros elementos abertos que levaram a comparações com a jogabilidade sandbox dos jogos Grand Theft Auto. O jogo também apresentava vários modos de jogo online no Xbox Live.

### WizKids: Jogo de miniaturas colecionáveis
Em 2003, a Wizkids lançou o jogo de miniaturas colecionáveis Crimson Skies. O jogo utiliza figuras colecionáveis de aviões e pilotos do universo Crimson Skies. Essas miniaturas usam o sistema Clix da WizKids, pelo qual as estatísticas e habilidades de um personagem ou avião podem ser alteradas durante o jogo por meio de um mostrador ajustável localizado na base da figura.
O jogo Crimson Skies Miniaturas compreende dois jogos separados, cada um com seu próprio conjunto de regras. A jogabilidade em Crimson Skies: Aces gira em torno de pilotos lutando entre si no solo, enquanto a jogabilidade em Crimson Skies: Air Action se concentra em combates aéreos entre esquadrões de aeronaves. As figuras foram vendidas em "pacotes de esquadrão" e "pacotes de ace", que foram formatados em blisterpacks em oposição ao formato de embalagem aleatório usado em outros jogos Wizkids.

## Livros
Além dos jogo eletrônico e jogos de tabuleiro, a série Crimson Skies também apresenta uma série de livros e contos vinculados..
Spicy Air Tales foi publicado pela FASA em 1999. A série de dois volumes apresentava contos que apareceram originalmente no site Crimson Skies e material suplementar para usar personagens e aviões das histórias com o jogo de tabuleiro.
- Volume I
- Fortune's Hunt, por Michael A. Stackpole
- Volume II
- The Great Helium War, por Robert E. Vardeman
- Manhattan Mayhem, por Loren L. Coleman

Wings of Fortune: Pirate's Gold, de Stephen Kenson, foi publicado pela FASA em novembro de 2000. Apresentou Nathan Zachary e seu famoso bando de piratas aéreos, os Fortune Hunters.  Segue as façanhas aéreas e fugas ousadas de Zachary durante seus primeiros dias como piloto de guerra e relata um confronto climático com seu inimigo.
Wings of Justice: Rogue Flyer, de Loren L. Coleman, foi publicado pela FASA em dezembro de 2000. Segue a transformação de Trevor Girard de um agente de segurança cumpridor da lei em um pirata com um coração de ouro.
Crimson Skies foi publicado pela Del Rey em outubro de 2002 para promover o lançamento futuro do jogo para Xbox. Possui três novelas, duas publicadas originalmente no site Crimson Skies, uma inédita. Cada história é precedida por uma breve lição de história sobre o universo Crimson Skies que funciona como prelúdio para a história seguinte.
- The Case of the Phantom Prototype, por Eric Nylund - Paladino Blake deve pilotar uma aeronave ultrassecreta até o deserto de Mojave.
- "The Manchurian Gambit, por Michael B. Lee - Jonathan "Genghis" Kahn, o líder da gangue pirata Red Skull Legion, resgata uma senhora em perigo e trava batalhas aéreas de Manhattan à Manchúria sem, surpreendentemente, nenhum saque à vista.
- Bayou Blues, por Nancy Berman e Eric S. Trautmann - Nathan Zachary e seus "Caçadores de Fortuna" enfrentam um ladrão do céu Cajun, um empresário corrupto e um par de amantes infelizes em um jogo de trapaça de alto risco e alta altitude.